# Неприкосновенный запас
Неприкосновенный запас (часто сокращённо НЗ) — специально собранный запас продовольствия, медикаментов, топлива, боеприпасов и других жизненно необходимых в критических ситуациях вещей, который хранится с целью использования в экстренных ситуациях.
В типовых, неэкстренных ситуациях НЗ не употребляют. В частности, НЗ используется в армии, на флоте и в авиации, в далеких экспедициях, трудных путешествиях и тому подобное. Необходимость сохранения неприкосновенного запаса учитывается при проектировании систем водоснабжения, и тому подобное.

## В Советском Союзе
Согласно определению Большой Советской Энциклопедии

запас продовольствия, боеприпасов, горючего и др. материальных средств, который хранится в установленных количествах в войсках: на складах, в боевых и др. машинах, при орудиях, миномётах, пулемётах, а также находится у личного состава и расходуется в особых случаях только с разрешения старших начальников или иногда непосредственных начальников.